# Олів'є Боссе
Олів'є Боссе  (фр. Olivier Bausset, 1 лютого 1982) — французький яхтсмен, олімпійський медаліст.

## Виступи на Олімпіадах
| Олімпіада  | Дисципліна | Місце |
| ---------- | ---------- | ----- |
| Пекін 2008 | Клас 470   | 3     |